# Гумтов
Гумтов (нім. Gumtow) — громада в Німеччині, розташована в землі Бранденбург. Входить до складу району Прігніц. 
Площа — 211,66 км2. Населення становить 3312 ос. (станом на 31 грудня 2020).

## Демографія
- Динаміка населення з 1875 року в сучасних кордонах (Синя лінія: населення; Пунктир: відносна порівняльна динаміка населення землі Бранденбург; Сірий фон: період Третього рейху; Помаранчевий фон: період НДР)
- Динаміка населення (синя лінія) і прогнози

| Рік  | Населення |
| ---- | --------- |
| 1875 | 7 023     |
| 1890 | 6 822     |
| 1910 | 6 741     |
| 1925 | 6 731     |
| 1939 | 6 117     |
| 1950 | 9 754     |
| 1964 | 6 921     |

| Рік  | Населення |
| ---- | --------- |
| 1971 | 6 421     |
| 1981 | 4 990     |
| 1985 | 4 884     |
| 1990 | 4 712     |
| 1995 | 4 449     |
| 2000 | 4 344     |
| 2005 | 3 996     |

| Рік  | Населення |
| ---- | --------- |
| 2010 | 3 668     |
| 2015 | 3 438     |
| 2016 | 3 404     |
| 2017 | 3 370     |
| 2018 | 3 338     |
| 2019 | 3 327     |
| 2020 | 3 312     |

Джерела даних вказані на Wikimedia Commons.

## Галерея

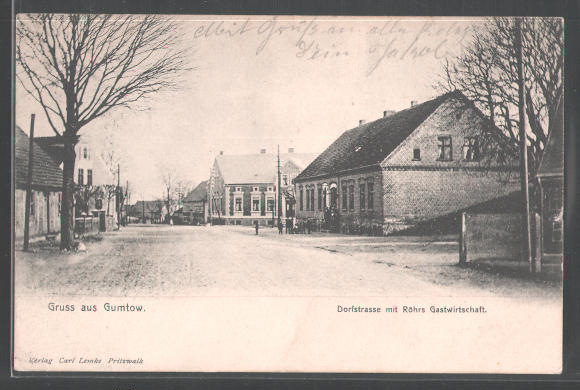
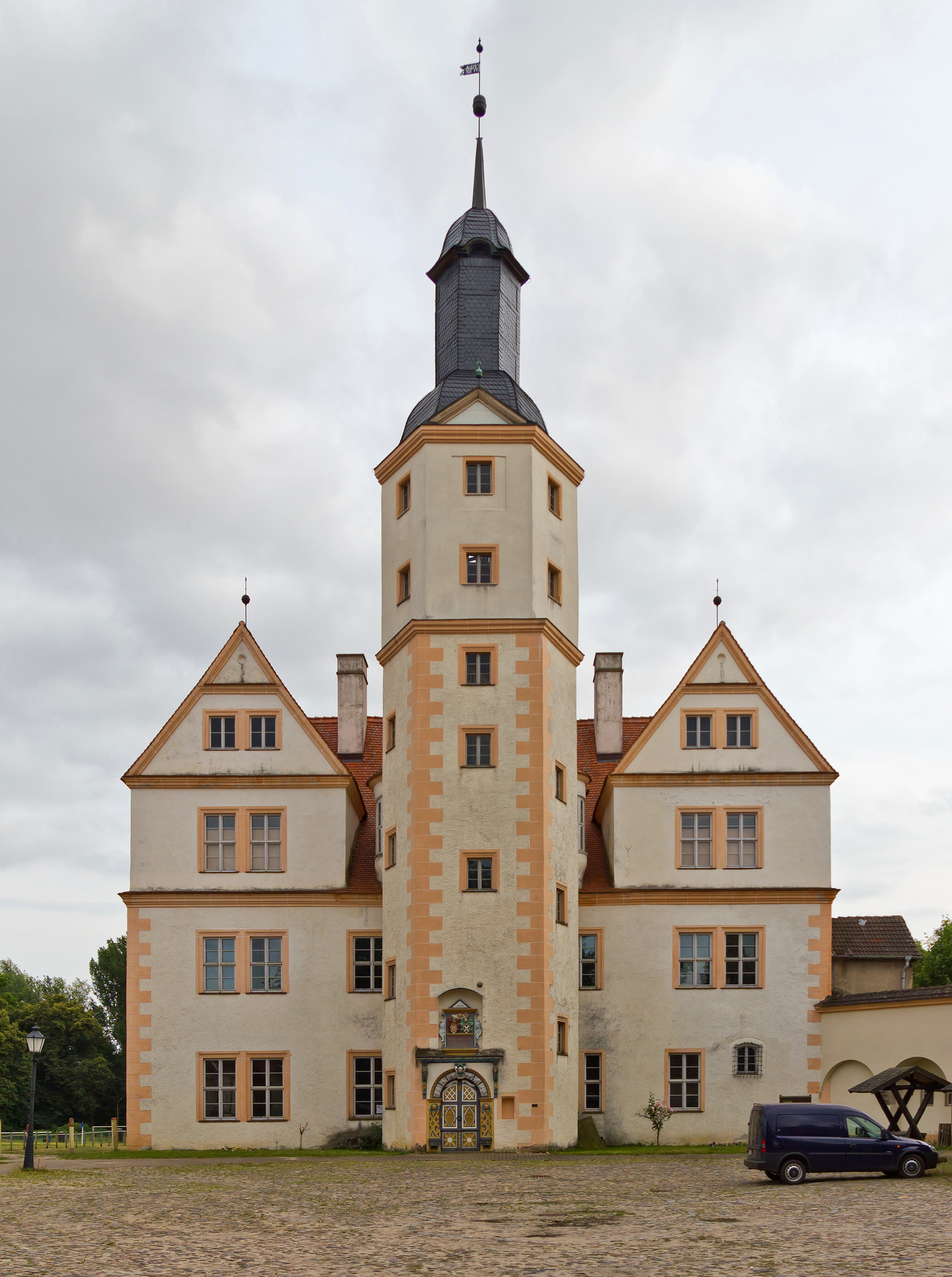